# Chilobrachys annandalei
Chilobrachys annandalei là một loài nhện trong họ Theraphosidae.
Loài này thuộc chi Chilobrachys. Chilobrachys annandalei được Eugène Simon miêu tả năm 1901.